# 若者たち (曲)
「若者たち」（わかものたち）は、ザ・ブロードサイド・フォーが1966年に発表したシングル盤レコードである。

## 解説
本曲は、1966年にフジテレビ・俳優座の制作により放送されたテレビドラマ『若者たち』の主題歌として制作され、発売された曲である。発売当初の題名は「若者たち -空にまた陽が昇るとき」と、副題が付されていた。30万枚を売り上げるヒットとなった。
後に『若者たち』が三部作で映画化（『若者たち』、『若者は行く -続若者たち-』、『若者の旗』）された際にも、同曲が主題歌として使用されている。
1970年代になって小学校・中学校向け音楽教科書（ただし2番はカットされる傾向がある）やソングブックなどに掲載され、学校音楽教育で学ぶポピュラーソングとして定着した。
1989年公開の本木雅弘主演映画『ファンシイダンス』では劇中において本木により歌唱されるなどして用いられている。
2014年に、フジテレビによるリメイクドラマ『若者たち2014』の主題歌として、森山直太朗がカバーし、第82回ザテレビジョンドラマアカデミー賞でドラマソング賞総合3位に入賞するなど、再度本楽曲が話題となり、これを機に更にカバーが増えていった。

## 収録曲
1. 若者たち－空にまた陽が昇るとき
作詞：藤田敏雄／作曲・編曲：佐藤勝
2. 青い鳥が泣いている
作詞・作曲・編曲：横田実[注 1]

## カバー

### 坂本九のカバー
1968年6月、坂本九によるカバーバージョンがシングルとして発売。テレビ映画『若者たち』の主題歌に起用された。
アルバム『ターニング・ポイント』からのシングルカットとして、1975年12月には「WHY（若者たち）」のタイトルで発売。また、B面の「ELIMO（襟裳岬）」は森進一の「襟裳岬」のカバーである、ともに、くわじまひろしの英訳による英語詞でのカバーで、クリフ・ロバートソンがソフトロックにアレンジしている。
後述の森山直太朗の2014年のカバーによって話題になったことにより、坂本による1968年盤は同年8月にユニバーサル ミュージック ジャパンより初のデジタル配信が行われた。

#### 収録曲
1968年盤
1. 若者たち
作詞：藤田敏雄／作曲：佐藤勝／編曲：前田憲男
2. 想い出の砂浜
作詞・作曲：坂本九／編曲：前田憲男

1975年盤
1. WHY（若者たち）
作詞：藤田敏雄／英語詩：くわじまひろし
作曲：佐藤勝／編曲：クリフ・ロバートソン
2. ELIMO（襟裳岬）
作詞：岡本おさみ／英語詩：くわじまひろし
作曲：吉田拓郎／編曲：クリフ・ロバートソン

### 森田健作のカバー
1972年10月、森田健作によるカバーバージョンがシングルとして発売。テレビドラマ『あしたに駈けろ!』（フジテレビ）の挿入歌に起用された。
森田健作盤では、原曲にない台詞が新規挿入されている。

#### 収録曲
1. 若者たち（2分48秒）
作詞：藤田敏雄／作曲：佐藤勝／編曲：竹村次郎
2. 明日は希望の風が吹く（2分44秒）
作詞：阿久悠／作曲・編曲：鈴木邦彦

### 森山直太朗のカバー
2014年8月に、ユニバーサルミュージックより森山直太朗によるカバーバージョンがシングルとして発売。20枚目のシングル。
フジテレビジョン開局55周年記念ドラマ「若者たち2014」主題歌。ドラマ主題歌として森山の盟友である高田漣がアレンジを手掛けた。第82回ザテレビジョンドラマアカデミー賞で本楽曲がドラマソング賞3位に入賞した。

#### 収録曲
1. 若者たち
作詞：藤田敏雄／作曲：佐藤勝／編曲：高田漣
2. どのみち
作詞・作曲：森山直太朗、御徒町凧／編曲：高田漣
3. 若者たち -Instrumental-
4. どのみち -Instrumental-
5. 若者たち -劇中Humming version-

### その他のカバー
- 全日本アマチュア・フォーク・シンガーズ（1970年、エキスプレス／東芝音楽工業）
  - ライブアルバム『戦争を知らない子供たち』からのシングルカット。シングル「戦争を知らない子供たち」に収録。
- 青い三角定規（1972年、日本コロムビア）
  - アルバム『君と僕らと青春を/勲章なんかほしくない』収録
- 渡辺秀吉 - アルバム『ぼくはもう一度恋をする』（1974年、NAVレコード）収録
- 中澤裕子＆メロン記念日（2003年、アップフロントワークス）
  - 『FOLK SONGS 4』（ハロー!プロジェクトによるフォークソングカヴァーアルバムに収録）
- 第一生命「パスポート新鮮組」のCMで、志士たちがこの曲を聴いて感銘を受け、ステージで歌うシーンがある。
- 鮫島有美子（2003年、日本コロムビア）
- 高見沢俊彦（2007年、EMIミュージック・ジャパン）
  - 2枚目のソロアルバム「Kaléidoscopeに収録。
- YO-KING（2011年、キューン・ミュージック）※着うた配信
  - 2004年と2011年にベネッセコーポレーション「進研ゼミ」のCMソングに起用。
- サラ・オレイン（2014年、ユニバーサルミュージック）
  - アルバム 『SARAH』収録
- けみお（2014年、ユニバーサルシグマ）
  - ヒャダインがアレンジを手掛け、デジタルシングルとして配信された[9]。
- 桑田佳祐（2014年、タイシタレーベル / JVCケンウッド・ビクターエンタテインメント / SPEEDSTAR RECORDS）
  - DVD・BD『昭和八十八年度! 第二回ひとり紅白歌合戦』収録。

2014年9月3日には日本コロムビアより『「若者たち」コンピ・ベスト』が配信限定でリリースされた。杉並児童合唱団、関西学院大グリークラブ、ダ・カーポ、ロイヤル・ナイツ、日本合唱協会、合唱団アンフィニ、鮫島有美子/多田羅迪夫、スクール・メイツによるカバーを収録。